# 男孩本色 (歌曲)
男孩永远是男孩（Boys Will Be Boys）是英国歌手杜阿·利帕第二张录音室专辑《流行先锋》 (2020）（Future Nostalgia）中的最后一首歌曲。利帕和肯尼迪、贾斯汀·特伦特、杰森·伊维根共同创作了这首歌的词曲，而制作则由Koz负责。这是一首巴洛克流行和室内流行民谣，以管弦乐和军鼓为伴奏，伴唱则来自于埃普索姆驿站的马车合唱团（Stagecoach Epsom Performing Arts Choir）完成。《男孩永远是男孩》以女权主义为主题，讲述了女孩需要比男孩更早成熟的痛苦。杜阿·利帕通过这首歌曲表达了对有害的男子气概以及性别歧视的谴责。
一些乐评人贊賞《男孩永远是男孩》的歌词及其内容，但許多人发现这首歌曲与《流行先锋》的其他曲目不一致，认为利帕没有选用正确的方式表达自己的观点。这首歌入選《纽约时报》以及《尼龙》公布的年终排行榜，同时，它在立陶宛和葡萄牙的商业歌曲排名分别为第78位和第148位。

## 歌曲列表
- 数字下载和流媒体 – Zach Witness混音版 [1]

1. 《男孩永远是男孩》（Zach Witness混音）– 3:54

## 制作人员
录音室
- TaP Studio（伦敦）人声录制
- Masterlink Studios（薩里郡）、 RAK錄音室（伦敦）和 Modulator Music（多伦多）录制
- Long Island Studios混音
- 斯特林声音（埃奇沃特）母带处理

制作人员
- 杜阿·利帕 –  主唱
- Koz –  制作、电子合成器、鼓、贝斯
- 鲁珀特·克里斯蒂 –  制作、编排
- 洛娜·布莱克伍德 –  人声制作、音乐程序
- 德鲁·尤里卡 –  弦乐编曲、弦乐工程、小提琴、中提琴、男中音
- 托德·克拉克 –  伴唱
- 肯尼迪 –  伴唱
- 丹·宾汉 –  钢琴
- 伊莎贝尔·格雷斯菲尔德 –  钢琴编排
- 卡梅伦·高尔·普尔 –  人声编排
- 杰伊· 雷诺兹 (制作人) –  混音
- 克里斯·盖林格 –  母带处理
- 威尔·奎内尔 –  母带处理助理
- 埃普索姆驿站马车合唱团 –  伴唱
  - 阿德里安·墨菲 –  伴唱
  - 罗尼·古尔德 –  伴唱
  - 乔治·罗伯 –  伴唱
  - 凯瑟琳·马罗尼 –  伴唱
  - 科林·李 –  伴唱
  - 丹尼尔·辛德尔 –  伴唱
  - Maria CKTangonan –  伴唱
  - 露西亚·科恩 –  伴唱
  - 纳撒尼尔·巴克雷 –  伴唱
  - 奥利弗·巴克雷 –  伴唱
  - 杰克·梅恩迪斯 –  伴唱